# KWallet
Die digitale Brieftasche (KWallet oder KDE Wallet) ist die Kennwortverwaltung und Single-Sign-on-Lösung der K Desktop Environment.

## Funktion
Neben Benutzernamen und Passwörtern nimmt sie beispielsweise auch andere Formulardaten und HTTP-Cookies auf. Die Daten werden in zentralen Datenbanken (sogenannte „digitale Brieftaschen“, englisch wallets) mit starker Verschlüsselung und Fehlererkennung kennwortgeschützt gespeichert. Nach einmaliger Authentifizierung mit einem Hauptkennwort können andere Programme darauf zugreifen und sich z. B. automatisch bei Diensten oder Websites authentifizieren. Dabei kann der Benutzer festlegen, dass jeder Zugriff bestätigt werden muss und Anwendungen den Zugriff untersagen. Die „Brieftasche“ kann auch automatisch nach einer bestimmten Zeit ohne Zugriff (Timeout) oder nach dem Beenden aller anfragenden Programme sowie auch manuell geschlossen werden.
Es können auch mehrere Passwortdateien pro Benutzer angelegt werden, deren Inhalte dann getrennt freigeschaltet werden müssen.

## Technik
Die Daten werden als QDataStream gespeichert, mit Blowfish verschlüsselt und mit einem SHA-1-Hash gegen Beschädigung gesichert. Im unverschlüsselten Header der Passwortdatei werden zusätzlich noch MD5-Hashes der Schlüsselwörter gespeichert, unter denen die einzelnen Werte abgelegt sind. Dadurch kann schon vor dem Entschlüsseln (also bevor der Benutzer nach dem Kennwort gefragt werden muss) festgestellt werden, ob der gewünschte Wert in der Datei vorhanden ist.
Das Dateiformat erlaubt für spätere Versionen auch andere kryptographische Verfahren.

### Architektur
KWallet besteht aus Front-End und Back-End, die bei KDE 3 per DCOP und bei KDE 4 via D-Bus miteinander kommunizieren. Der KDE Wallet Manager (kwalletmanager) ist das Frontend, das dem Benutzer eine grafische Oberfläche zur Verwaltung der digitalen Brieftaschen sowie ein Icon im Benachrichtigungsfeld bereitstellt, das auch als Statusanzeige dient und mit anderen Programmen kommuniziert; dahinter läuft ein Daemon, der sämtliche Verschlüsselung erledigt.
Die Kommunikation mit anderen Anwendungen erfolgt ebenfalls per DCOP/D-Bus.

## Geschichte
Am 4. November 2001 wurde der erste KWallet-Code in das Versionsverwaltungssystem von KDE eingepflegt, inklusive einer Komponente für einen Verschlüsselungsfilter für KOffice, der nie fertiggestellt wurde. Im Juli 2003 wurde mit einer vierten, umfangreichen Neugestaltung begonnen. Am 3. Februar 2004 wurde es mit KDE 3.2.0 veröffentlicht.